# Johann Gottlieb Kreyßig
Johann Gottlieb Kreyßig, auch Johann Gottlieb Kreyssig (* 22. August 1779 in Chemnitz; † 22. Februar 1854 in Dresden) war ein deutscher Philologe und Pädagoge.

## Leben
Johann Gottlieb Kreyßig war der Sohn seines gleichnamigen Vaters Johann Gottlieb Kreyßig, Archidiakon an der Jakobikirche in Chemnitz. Sein Bruder war der Jurist Carl Traugott Kreyßig.
Er besuchte die Schola collecta, die vom Predigerkandidaten Christoph Gotthelf König (1765–1832) geleitet wurde, und wurde von diesem derart auf das Studium vorbereitet, dass er sich zu Ostern 1796 an der Universität Leipzig immatrikulieren konnte. Während seines Theologiestudiums hörte er anfangs Vorlesungen bei Johann Friedrich Burscher, wechselte dann jedoch bei Christian Daniel Beck zur Philologie; in diesem Studienfach erwarb er auch seinen Magister. Er examinierte in der Theologie 1800 mit seiner Schrift Dissertatio philologico-exegetica in Jobi cap. XXVI, 5–14 und 1802 in Philologie mit Observationes philologico-criticae in Jobi cap. XXXIV, 19–25.
1803 begann er als Tertius am Lyzeum Chemnitz, wurde jedoch bereits im darauffolgenden Jahr Konrektor am Lyzeum in Annaberg, dort wurde er 1809 zum Rektor ernannt.
Ostern 1814 wurde ihm die zweite Professur an der Fürstenschule Meißen übertragen, dort traf er seinen Lehrer Christoph Gotthelf König als Rektor an. Gemeinsam begannen sie nun einige Reformen an der Schule durchzuführen, dies führte jedoch zu Unstimmigkeiten mit den anderen Lehrern, die dazu führten, dass König sein Amt als Rektor 1827 niederlegte, aber als Lehrer an der Schule blieb; provisorisch wurde die Leitung nun auf Johann Gottlieb Kreyßig übertragen, bis ein kirchlich strengerer Nachfolger, der sich jedoch nicht bewährte, eingesetzt wurde. Auf diesen folgte Ende 1832 als Rektor Carl Wilhelm Baumgarten-Crusius (1786–1845), mit dem er sich im Laufe der Zeit eng befreundete.
Als Lehrer war Johann Gottlieb Kreyßig ein Vertreter der klassischen Studien im Allgemeinen und der lateinischen Poesie im Besonderen, so studierte er als Gelehrter Titus Livius und gab zu diesem von 1823 bis 1827 die überarbeitete Ausgabe Titi Livii Historiarum libri cum notis integris doctorum virorum von Arnold Drakenborch in fünf Oktavbänden und den ganzen Titus Livius 1828 in sechs Duodezbänden heraus. Seine lateinischen Gedichte veröffentlichte er 1832 unter dem Titel Silvulae Afranae.
Johann Gottlieb Kreyssig war verheiratet, von seinen Kindern sind namentlich bekannt:
- Carl Justus Wilhelm Kreyssig (* 10. Dezember 1805; † 10. Oktober 1871), Forstrentbeamter in Tharandt;
- August Hermann Kreyssig (* 3. August 1811 in Annaberg, Erzgebirge; † 1889 in Niederlößnitz), Pfarrer.

## Ehrungen
- Johann Gottlieb Kreyßig erhielt 1844 das Verdienstkreuz des königlich sächsischen Zivilverdienstordens.

## Schriften (Auswahl)
- Observationes in Jobi Cap. 39 vers 19–25. Lipsia 1802.
- Observationes ad Longi Pastoralium lib. I. fragmentum in codice Florentino repertum: scripsit atque ad examen publicum a. d. IV. et III. nonas Octobres nec non actum declamatorium pridie idus Octobres a. MDCCCXIII in Lyceo Annaemontano celebrandum humanissime invitat Ioannes Theophilus Kreyssig. Schneebergae 1813.
- Adumbratio notitiae literariae de T. Livii Patavini Historiarum lib. XCI fragmento Romae in Bibliotheca Vaticana reperto. Lipsia 1813.
- C. Iulii Caesaris Commentarii de bello gallico et civili. Lipsiae 1826.
- T. Livii Patavini Historiarum libri qui supersunt omnes et deperditorum fragmenta: ex recensione Arn. Drakenborchii ad codicum Bambergensis et Vindobonensis fidem passim reficta. Lipsiae 1828.
- Historiarum lib. III. fragmenta. Misena 1830.
- Silvulae Afranae. Misenae: Klinkicht, 1832.
- Meletemata Critica. Misena 1832.
- Commentatio de C. Sallustii Crispi Historiarum Lib. III. Fragmentis. Misena 1835.
- Quae Supersunt. Misena 1836.
- T. Livii Ab urbe condita liber tricesimus tertius: accessit varietas lectionum in libris XXX - XXXII et XXXIV - XXXVIII ex codice Bambergensi diligenter enotata. Misenae 1839.
- Narratio de Helio Eobano Hesso. Misenae, Sumtibus et typis C.E. Klinkichtii et fil. 1843, Textarchiv – Internet Archive.
- Annotationes ad T. Livii libros XLI–XLV ex codice Laurishemensi, nunc Vindobonensi, a Sim. Grynaeo editos. Misenae 1849.
- Epistola ad Fridericum Kritzium de C. Sallustii Crispi Historiarum lib. II. reliquiis ex Palimpsesto Toltano erutis. Misenae 1852.